# Meister des Aeneas

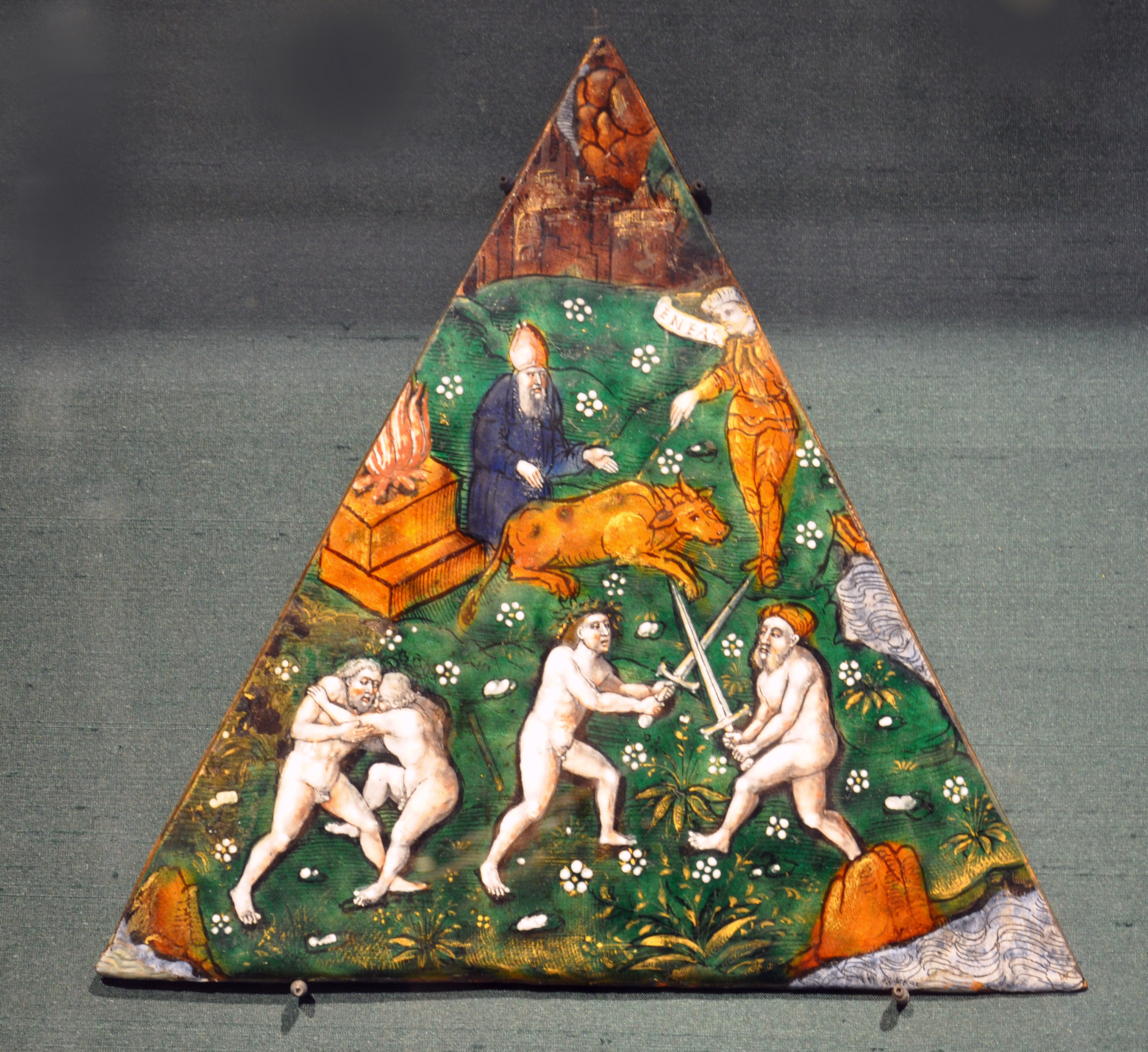
Bildplatte mit Szene aus der Aeneas-Legende, Limoges um 1530, so genannter „Aeneas-Meister“; Fragment; Kupfer und Maleremail, Goldhöhungen; Museum Angewandte Kunst, Frankfurt am Main, Inv. Nr. X 17335

Mit Meister des Aeneas (oder Aeneas-Meister) wird ein unbekannter Künstler bezeichnet, der um 1501 bis 1533 in Frankreich tätig war; sein Notname geht auf seine aus Email geschaffene Folge von Darstellungen des Mythos um den trojanischen Helden Aeneas zurück.

## Werk
Die Wahl von Emaille als Material für Darstellung aus der Aeneis ist ungewöhnlich und macht die Serie zu einem in seiner Art einzigartigen Kunstwerk. Warum diese Technik gewählt wurde und wer der Auftraggeber des somit sehr aufwendigen Werkes war, ist wie der Name des Meisters unbekannt geblieben. Der Meister hat wohl Holzschnitte aus der Ausgabe der Aeneis, gedruckt bei Johann Grüninger in Straßburg im Jahre 1502, als Vorlage genutzt. Seine Serie wurde im Laufe der Zeit auseinandergebrochen, über 80 der erhaltenen Szenen befinden sich heute in verschiedenen Museen, vor allem in Paris im Louvre, aber auch z. B. eine im Museum Angewandte Kunst (Frankfurt am Main).

## Einordnung
Man versuchte – wohl erfolglos – den Emailkünstler in die Tradition von Limoges einzuordnen.